# Хохкёниг
Хохкёниг (нем. Hochkönig) — самая высокая гора в Берхтесгаденских Альпах австрийского региона Зальцбургерланд, а также название окружающей её горной группы в целом. Альпы Берхтесгадена являются частью Северных Известняковых Альп.

## Местоположение
Хохкёниг расположен к западу от города Бишофсхофен в австрийской земле Зальцбург, в 42 км к югу от самого города Зальцбург. Хохкёниг отделён от остальной части Берхтесгаденских Альп: от «каменного океана» (нем. Steinernes Meer) его отделяет горный перевал «Torscharte», проходящий на высоте 2246 м. Сама вершина находится на южном краю большого известнякового плато, покрытого ледником, известным как «Übergossene Alm». Этот ледник в настоящее время сокращается со скоростью 6,2 % в год и, вероятно, полностью исчезнет в ближайшем будущем.

## Геология
В наивысших областях Хохкёнига преобладающей породой является твёрдый дахштайнский (кровельный, тонкослоистый) известняк.

## Покорения
Местные охотники достаточно давно поднимались на вершины Хохкёнига. Первое «туристическое» восхождение на главную вершину совершил 5 сентября 1826 года профессор богословия Петр Карл Турвизер — по обычному на сегодняшний день маршруту через нем. Ochsenkar и нем. Arthurhaus. Профессора сопровождали два его сотрудника: Эрнста фон Иоанелли и фон Сакс — а также десять носильщиков. Эрнст Иоанелли стал первым, кто провёл первое точное измерение высоты пика. Более коротким, но при этом более опасным и требовательным к физической подготовке альпиниста, является маршрут через Birgkarhaus (großer Parkplatz). Зимой маршрут через Kogel становится самым длинным горнолыжным спуском в Восточных Альпах.
На Хохкёниге, на высоте 2941 м, находится домик (Матрасхаус) Австрийского туристического клуба. В этой точке также расположена популярная стартовая площадка для дельтапланеризма и парапланеризма.

## Добыча природных ресурсов
У подножия Хохкёнига со времён неолита (около 3000 до н. э.) и до 1977 году велась добыча меди. Кроме того, в данной местности до шестидесятых годов двадцатого века велась добыча железной руды.